# Crossodactylodes
Crossodactylodes é um gênero de anfíbios da família Leptodactylidae.
Essa espécie é tipicamente encontrada em ambientes com árvores baixas, arbustos, musgos, liquens e alta densidade de bromélias, e altitude acima de 1.000m.

## Taxonomia
O gênero Crossodactylodes era tradicionalmente classificado na família Cycloramphidae, entretanto, um estudo demonstrou que o gênero está mais relacionado com os gêneros Paratelmatobius e Scythrophrys na subfamília Paratelmatobiinae.
As seguintes espécies são reconhecidas:
- Crossodactylodes bokermanni Peixoto, 1983
- Crossodactylodes itambe Barata, Santos, Leite & Garcias, 2013
- Crossodactylodes izecksohni Peixoto, 1983
- Crossodactylodes pintoi Cochran, 1938
- Crossodactylodes septentrionalis Teixeira, Recoder, Amaro, Damasceno, Cassimiro & Rodrigues, 2013